# Endre Gyulay
Endre Gyulay (ur. 17 września 1930 w Battonya, zm. 3 sierpnia 2024 w Segedynie) – węgierski duchowny rzymskokatolicki, w latach 1987-2006 biskup segedyńsko-csanádzki.

## Życiorys
Święcenia kapłańskie przyjął 7 czerwca 1953. 5 czerwca 1987 został mianowany biskupem segedyńsko-csanádzkim. Sakrę biskupią otrzymał 4 lipca 1987. 20 czerwca 2006 przeszedł na emeryturę.